# 纤枝同叶藓
纤枝同叶藓（学名：Isopterygium minutirameum）为灰藓科同叶藓属下的一个种。